# トニー・ヤンチュケ
トニー・ヤンチュケ（Tony Jantschke、1990年4月7日 - ）は、東ドイツ・ホイエルスヴェルダ出身の元サッカー選手。現役時代のポジションはディフェンダーもしくはミッドフィールダー。トニー・ヤンシュケとも表記される。

## 経歴

### クラブ
2006年にFVドレスデン・ノルトからボルシア・メンヒェングラートバッハへ移籍。2008年にハンス・マイヤー監督によりトップチームへ引き上げられ、同年11月29日のエネルギー・コットブス戦で公式戦デビュー。同年12月6日に行われたバイヤー・レバークーゼン戦で初ゴールをあげたが、18歳と234日でのゴールはボルシアMGの歴史の中でマルコ・ヴィッラ、ライナー・ボンホフに次ぐ3番目に若い記録であった。また、同年夏にボルシアMGとの間でプロ契約を結び、2009年1月から契約が適用された。
マイヤー監督のもと守備的オールラウンダーとしてミットフィールダー、センターバック、左サイドバックとして起用されていたが、リュシアン・ファーヴル監督就任以降は右サイドバックのポジションに定着。2014年2月にはクラブとの契約を2018年まで延長した。
一方、2015年12月に前十字靭帯を断裂し、内側半月板を損傷、復帰後の2016年4月には練習中に左足の鼠蹊部を負傷するなど怪我が重なり、2015-16シーズンには15試合の出場に止まった。
2019-20シーズンはマティアス・ギンターやニコ・エルヴェディの控え要員ながらkickerが選ぶシーズン前半戦のベストイレブンに選出されるなど好調を維持した。しかし、その後2シーズンはそれぞれ出場機会が10試合に満たないなどチャンスを与えられず、2022-23シーズンは監督のダニエル・ファルケにセントラルMFでもプレーできるユーティリティ性を称賛されたが、シーズン開始早々に足首の靭帯を損傷して離脱した。
2024年4月30日、シーズン終了後に現役を引退することを表明した。

### 代表
U-17ドイツ代表としては2007年3月27日に行われたU-17スコットランド代表戦でデビューし、同年8月から9月にかけて韓国で開催された2007 FIFA U-17ワールドカップの代表メンバーに招集されると、グループリーグ初戦のU-17コロンビア代表戦を含む2試合に出場した。
U-21ドイツ代表としては2013年6月にイスラエルで開催されたUEFA U-21欧州選手権2013の代表メンバーに招集され、グループリーグの3試合に出場した。